# Marmylida desfontainei
Marmylida desfontainei är en skalbaggsart som beskrevs av Franz Antoine 1998. Marmylida desfontainei ingår i släktet Marmylida och familjen Cetoniidae. Inga underarter finns listade i Catalogue of Life.